# William Platt
William Platt (Brooklands, Cheshire, 14 giugno 1885 – Londra, 28 settembre 1975) è stato un generale inglese durante la seconda guerra mondiale operante nell'Africa Orientale Italiana.

## Seconda guerra mondiale
Dal 1938 al 1941, Platt fu il Comandante delle Sudan Defence Force (Forze di Difesa Sudanesi). Il suo ruolo gli impose il titolo arabo di "Kady", "Capo dell'esercito". Guidò l'invasione dal Sudan dell'Africa Orientale Italiana durante la campagna dell'Africa Orientale Italiana. Inizialmente guidò solo la 4ª e la 5ª Divisione di fanteria indiana. Dopo la riconquista del nodo ferroviario di Cassala abbandonata dalle truppe italiane il 18 gennaio 1941, Platt avanzò nell'Eritrea occidentale e occupò Agordat il 28 gennaio 1941. Affrontò in seguito nella battaglia di Cheren la tenace resistenza italiana. La capitale eritrea, Asmara, fu occupata dalla 5 Divisione di fanteria indiana il 1º aprile 1941 mentre Cheren era ancora assediata dalla 4 Divisione di fanteria indiana.
Dopo la battaglia di Cheren Platt perse la 4 Divisione di fanteria indiana che ritornò in Egitto. L'8 aprile ottenne anche la resa del porto di Massaua. Le forze ancora al comando di Platt marciarono sull'Amba Alagi dove si incontrarono con le forze provenienti dal Kenya di Alan Cunningham. Gran parte delle forze italiane, sotto il comando del duca Amedeo di Savoia-Aosta, erano asserragliate nell'Amba Alagi, in quella che era considerata una piazzaforte imprendibile. Qui si svolse la Seconda battaglia dell'Amba Alagi. L'attacco britannico cominciò il 3 maggio 1941.
Il 18 maggio, Amedeo di Savoia-Aosta, si arrese e terminò ufficialmente la guerra nell'ormai ex-Africa Orientale Italiana. Nel 1941, Platt fu promosso tenente-generale e fino al 1945 fu comandante in capo dell'East Africa che, non più teatro di guerra divenne un'importante fonte di soldati. Platt formò 17 nuovi battaglioni del King's African Rifles. Dal 1942 al 1954, Platt fu Colonnello onorario del Wiltshire Regiment. Fu promosso generale nel 1943. Nel 1945 ricevette la Legion d'onore francese. Morì nel 1975, all'età di 90 anni.

## Carriera militare
- Ufficiale commissario, dei Royal Northumberland Fusiliers - 1905 al 1914
- Capitano, dei Northumberland Fusiliers - 1914 al 1915
- Maggior generale di Brigata, 103ª Brigata di fanteria - 1915 al 1916
- Generale di stato maggiore, della 21ª Divisione - 1916 al 1917
- Generale di stato maggiore, del II Anzac Corps (2º corpo australiano e neozelandese) - 1917 al 1918
- Generale di stato maggiore, della 37ª Divisione - 1918 al 1920
- Maggior generale di Brigata, della 12ª Brigata di fanteria, 1° Eastern Command and Galway Brigade, Irish Command - 1920 al 1922
- Ufficiale in comando, 2º Battaglione del Wiltshire Regiment (Duca di Edimburgo) - 1930 al 1933
- Generale di stato maggiore, 3ª Divisione - 1933 al 1934
- Ufficiale in comando della 7ª Brigata - 1934 al 1938
- Generale di stato maggiore delle truppe Inglesi e Anglo-Egiziane in Sudan, Sudan Defence Force - 1938 al 1941
- Generale di stato maggiore delle Forze di Difesa del Sudan - 1938 al 1941
- Generale in comando, Fronte del Nord, Eritrea e Etiopia - 1941
- Comandante in capo, Africa Orientale - 1941 al 1945

## Onorificenze

### Onorificenze britanniche
- 1908, Medaglia & Clasp per il servizio sulla frontiera dell'India;
- 1914, Star and Clasp